# Guillaume de Mévius
Guillaume de Mévius (Namur, 4 de agosto de 1994) es un piloto de rally belga, que compite actualmente en rally raid. Anteriormente, compitió en WRC 2.

## Carrera deportiva
Guillaume de Mévius comenzó su carrera en rally en 2013, centrado principalmente en el Campeonato Belga de Rally. En 2018, finalizó cuarto en su debut en WRC 2 en Montecarlo, conduciendo un Peugeot 208 T16. En 2019, fue contratado por Citroën para competir en dicho campeonato, donde no logró resultados destacados.
En 2021, firmó con el equipo Red Bull Off-Road Junior para competir en la categoría Prototipos Ligeros (T3), iniciando su trayectoria en rally raid. Al año siguiente, debutó en el Rally Dakar y, tiempo después, ganó el Rally de Andalucía, puntuable para el Campeonato Mundial de Rally Raid. En 2023, De Mévius siguió vinculado a Red Bull, pero compitió con el equipo GRally Team, fundado por su hermano Ghislain. Finalizó tercero en el Rally Dakar, en Prototipos Ligeros (T3), con además una victoria de etapa.
En 2024, el belga dio el salto a coches, conduciendo una Toyota Hilux de Overdrive Racing. En el Rally Dakar, logró un destacado segundo puesto en la general en su estreno, y logrando una victoria de etapa. Para finales de ese año, cambió Toyota por Mini, quien compite de la mano de X-raid con el nuevo Mini JCW Rally 3.0i. Ganó la Baja Aragón y logró un podio en Marruecos, previo al Dakar 2025.

## Vida personal
Es hijo del expiloto Grégoire de Mévius, mientras que su hermano Ghislain también es piloto y fundador de GRally Team.

## Resultados

### Campeonato Mundial de Rally
| Año     | Equipo                     | Automóvil          | 1       | 2   | 3   | 4      | 5   | 6   | 7      | 8      | 9   | 10     | 11  | 12     | 13     | 14  | Pos. | Puntos |
| ------- | -------------------------- | ------------------ | ------- | --- | --- | ------ | --- | --- | ------ | ------ | --- | ------ | --- | ------ | ------ | --- | ---- | ------ |
| 2018    | Peugeot Belgium Luxembourg | Peugeot 208 T16 R5 | MON 19  | SWE | MEX | FRA    | ARG | POR | ITA    | FIN    | GER | TUR    | GBR | ESP    | AUS    |     | NC   | 0      |
| 2018    | Citroën Total              | Citroën C3 R5      | MON Ret | SWE | MEX | FRA 19 | ARG | CHI | POR 17 | ITA 34 | FIN | GER 34 | TUR | GBR 24 | ESP 20 | AUS | NC   | 0      |
| Fuente: |                            |                    |         |     |     |        |     |     |        |        |     |        |     |        |        |     |      |        |

### WRC-2
| Año     | Equipo                     | Automóvil          | 1       | 2   | 3   | 4     | 5   | 6   | 7     | 8     | 9   | 10     | 11  | 12    | 13    | 14  | Pos. | Puntos |
| ------- | -------------------------- | ------------------ | ------- | --- | --- | ----- | --- | --- | ----- | ----- | --- | ------ | --- | ----- | ----- | --- | ---- | ------ |
| 2018    | Peugeot Belgium Luxembourg | Peugeot 208 T16 R5 | MON 4   | SWE | MEX | FRA   | ARG | POR | ITA   | FIN   | GER | TUR    | GBR | ESP   | AUS   |     | 28.º | 12     |
| 2018    | Citroën Total              | Citroën C3 R5      | MON Ret | SWE | MEX | FRA 7 | ARG | CHI | POR 9 | ITA 6 | FIN | GER 10 | TUR | GBR 9 | ESP 8 | AUS | 23.º | 23     |
| Fuente: |                            |                    |         |     |     |       |     |     |       |       |     |        |     |       |       |     |      |        |

### Rally Dakar
| Año     | Clase      | Vehículo | Posición | Victorias de etapa |
| ------- | ---------- | -------- | -------- | ------------------ |
| 2022    | P. Ligeros | OT3      | Ret.     | 1                  |
| 2023    | P. Ligeros | OT3      | 3.º      | 1                  |
| 2024    | Coches     | Toyota   | 2.º      | 1                  |
| 2025    | Coches     | Mini     | 22.º     | 1                  |
| Fuente: |            |          |          |                    |

### Campeonato Mundial de Rally Raid (FIA)
| Año     | Clase | Categoría  | Vehículo | Posición | Puntaje | Victorias     |
| ------- | ----- | ---------- | -------- | -------- | ------- | ------------- |
| 2022    | T3    | Challenger | Yamaha   | 4.º      | 59      | 1 (Andalucía) |
| 2023    | T3    | Challenger | Yamaha   | NC*      | 25      | -             |
| 2024    | T1    | Ultimate   | Yamaha   | 4.º      | 100     | -             |
| Fuente: |       |            |          |          |         |               |

Notas:
- NC*: No cumplió con los lineamientos de la competencia.